# Lujuria
Lujuria (Luxúria en català) és un grup de heavy metal en castellà format a Castella el 1993 per cinc segovians. Consideren el seu estil com a Heavy Erotic Metal, ja que les seues lletres sovint tracten temes relacionats amb el sexe, ja siga de broma o seriosament. De totes maneres, això no els ha impedit implicar-se seriosament amb tota classe de causes socials.
És l'any 2005 quan Lujuria treu el seu sisè disc, Únete al Escuadrón (Uneix-te a l'Esquadró), un doble CD gravat en directe en la sala Aqualung de Madrid l'1 d'abril, junt amb la seua versió en DVD Por el Puto Rock N' Roll (Pel Puto Rock N' Roll).
El setembre de 2008 surt a la venda el seu sèptim àlbum d'estudi, Licantrofilia, amb 11 cançons noves, entre elles Qué es Mejor, homenatge a Shalom, tal com havien fet en els seus anteriors treballs. Més tard, el 2010 trauen a la venda Llama Eterna (Flama Eterna), disc que fa homenatge a grans bandes del rock cantat en castellà en les que ha mort algú dels components com Barricada, Goliath, Triana, Santa o els argentins V8. Cal destacar la cançó inèdita Estrella del Rock, dedicada a Javier Gálvez.

## Discografia
Àlbums d'estudi
- Cuentos Para Mayores - 1995
- República Popular del Coito - 1997
- Sin Parar de Pecar - 1999
- Enemigos de la Castidad - 2001
- El Poder del Deseo - 2003
- ...Y la Yesca Arderá - 2006
- Licantrofilia - 2008
- Llama Eterna - 2010 - Disc de versions d'altres grups en castellà.

Àlbums en directe i DVD's
- 10 Años por el Puto Rock N' Roll - 2003 - DVD documental de l'aniversari de la banda.
- Únete al Escuadrón - 2005 - CD en directe gravat a la sala Agualung en Madrid.
- Por el Puto Rock N' Roll - DVD del directe a la sala Aqualung (Madrid).
- Sudamérica Únete al Escuadrón - 2007 - El CD Únete al Escuadrón però a Sud-amèrica.